# Lehliu Gară
Lehliu Gară is een stad (oraș) in het Roemeense district Călărași. De stad telt 6567 inwoners (2002).